# NGC 6230
NGC 6230 é uma galáxia elíptica (E) localizada na direcção da constelação de Hercules. Possui uma declinação de +04° 36' 16" e uma ascensão recta de 16 horas, 50 minutos e 46,8 segundos.
A galáxia NGC 6230 foi descoberta em 3 de Julho de 1886 por Lewis A. Swift.